# Municipio de Center (condado de Knox)
El municipio de Center (en inglés: Center Township) es un municipio ubicado en el condado de Knox en el estado estadounidense de Misuri. En el año 2010 tenía una población de 1176 habitantes y una densidad poblacional de 345,55 personas por km².

## Geografía
El municipio de Center se encuentra ubicado en las coordenadas 40°10′5″N 92°10′23″O / 40.16806, -92.17306. Según la Oficina del Censo de los Estados Unidos, el municipio tiene una superficie total de 3.4 km², de la cual 3,38 km² corresponden a tierra firme y (0,61 %) 0,02 km² es agua.

## Demografía
Según el censo de 2010, había 1176 personas residiendo en el municipio de Center. La densidad de población era de 345,55 hab./km². De los 1176 habitantes, el municipio de Center estaba compuesto por el 98,64 % blancos, el 0,43 % eran afroamericanos, el 0,43 % eran amerindios, el 0,09 % eran asiáticos y el 0,43 % eran de una mezcla de razas. Del total de la población el 0,6 % eran hispanos o latinos de cualquier raza.